# Raediengiedte
Raediengiedte, var en gud i samisk religion. 
Han var son till Rádienáhttje och Rádienáhkká och bror till Rana Niejta. Han var en aktiv gud som uträttade sin passiva far, den högste gudens, gärningar i världen. 